# Daguerrotype (film)
Daguerrotype (Franse titel: Le Secret de la chambre noire) is een Frans-Belgisch-Japanse film uit 2016, geschreven en geregisseerd door Kiyoshi Kurosawa. De film ging op 11 september in première op het internationaal filmfestival van Toronto.

## Verhaal
Stéphane, een vermaard modefotograaf, woont in afzondering in een vervallen huis in de Parijse buitenwijken, samen met zijn dochter en muze Marie. Stéphane is na de onverwachte dood van zijn echtgenote geobsedeerd door Marie, die elke dag fotomodel moet spelen voor zijn daguerreotypies. Daarvoor moet ze steeds lange tijd onbeweeglijk blijven zitten. Jean, een jonge Parijzenaar en de nieuwe assistent van Stéphane, wordt verliefd op Marie. Hij geraakt verontrust door de lange fotosessies en samen met Marie probeert hij uit te zoeken hoe ze Stéphane van zijn obsessie kunnen bevrijden.

## Rolverdeling
| Acteur             | Personage |
| ------------------ | --------- |
| Olivier Gourmet    | Stéphane  |
| Constance Rousseau | Marie     |
| Tahar Rahim        | Jean      |